# Wereldbeker schaatsen 2010/2011 - 3000 en 5000 meter vrouwen
De Wereldbeker schaatsen 2010/2011 - 3000/5000 meter vrouwen begon op 13 november 2010 in Heerenveen en eindigde aldaar op 5 maart 2011. Titelverdedigster Martina Sáblíková uit Tsjechië verdedigde haar titel met succes.
Deze wereldbekercompetitie was tevens het kwalificatietoernooi voor zowel de 3000 meter als de 5000 meter op de WK afstanden 2011.

## Eindpodium 2009/10
| Medaille | Naam              | Punten |
| -------- | ----------------- | ------ |
| Goud:    | Martina Sáblíková | 610    |
| Zilver:  | Stephanie Beckert | 535    |
| Brons:   | Daniela Anschütz  | 435    |

## Podia
| Wedstrijd:           | Goud:                              | Tijd       | Zilver:                     | Tijd    | Brons:                      | Tijd    |
| Heerenveen 3000m     | Stephanie Beckert Duitsland        | 4.04,38    | Cindy Klassen Canada        | 4.07,19 | Kristina Groves Canada      | 4.08,01 |
| Berlijn 3000m        | Jilleanne Rookard Verenigde Staten | 4.04,39    | Martina Sáblíková Tsjechië  | 4.05,83 | Stephanie Beckert Duitsland | 4.06,12 |
| Hamar 5000m          | Stephanie Beckert Duitsland        | 6.59,18    | Martina Sáblíková Tsjechië  | 7.03,95 | Eriko Ishino Japan          | 7.06,70 |
| Moskou 3000m         | Martina Sáblíková Tsjechië         | 4.04,05    | Ireen Wüst Nederland        | 4.05,41 | Brittany Schussler Canada   | 4.10,45 |
| Salt Lake City 5000m | Martina Sáblíková Tsjechië         | 6.42,66 WR | Stephanie Beckert Duitsland | 6.47,03 | Eriko Ishino Japan          | 6.55,07 |
| Heerenveen 3000m     | Martina Sáblíková Tsjechië         | 4.06,21    | Stephanie Beckert Duitsland | 4.08,03 | Jorien Voorhuis Nederland   | 4.08,96 |

## Eindstand
| #  | Naam                   | HVN | BER | HAM | MOS | SLC | HVN | Totaal |
| -- | ---------------------- | --- | --- | --- | --- | --- | --- | ------ |
| 1  | Martina Sáblíková      | 0   | 80  | 80  | 100 | 100 | 150 | 510    |
| 2  | Stephanie Beckert      | 100 | 70  | 100 | 5   | 80  | 120 | 475    |
| 3  | Jilleanne Rookard      | 40  | 100 | 60  | 36  | 40  | 75  | 351    |
| 4  | Brittany Schussler     | 45  | 60  | 45  | 70  | 15  | 32  | 267    |
| 5  | Eriko Ishino           | 36  | 40  | 70  | —   | 70  | 40  | 256    |
| 6  | Jorien Voorhuis        | 24  | —   | 15  | 50  | 45  | 105 | 239    |
| 7  | Cindy Klassen          | 80  | 24  | 40  | —   | 50  | 24  | 218    |
| 8  | Shiho Ishizawa         | 32  | 28  | 30  | —   | 60  | 36  | 186    |
| 9  | Ireen Wüst             | 60  | 36  | —   | 80  | —   | —   | 176    |
| 10 | Christine Nesbitt      | 50  | 45  | —   | 60  | —   | —   | 155    |
| 11 | Ida Njåtun             | 25  | 32  | 35  | 32  | 25  | —   | 149    |
| 12 | Marije Joling          | 21  | 12  | 15  | 45  | —   | 45  | 138    |
| 13 | Masako Hozumi          | 12  | 21  | 50  | —   | 35  | 16  | 134    |
| 14 | Jennifer Bay           | 18  | 18  | 20  | 24  | 18  | 28  | 126    |
| 15 | Claudia Pechstein      | —   | —   | —   | —   | 35  | 90  | 125    |
| 16 | Kristina Groves        | 70  | 50  | —   | —   | —   | —   | 120    |
| 17 | Jelena Sochrjakova     | 0   | 8   | 35  | 40  | 30  | —   | 113    |
| 18 | Luiza Złotkowska       | 28  | 10  | 25  | 6   | 15  | 12  | 96     |
| 19 | Mari Hemmer            | —   | 0   | 13  | 28  | 30  | 18  | 89     |
| 20 | Katrin Mattscherodt    | —   | 0   | 30  | 16  | 25  | 14  | 85     |
| 21 | Cathrine Grage         | 16  | 14  | 25  | 10  | 5   | 8   | 78     |
| 22 | Ayaka Kikuchi          | 6   | 15  | 6   | 14  | 9   | 21  | 71     |
| 23 | Olga Graf              | 15  | 5   | 11  | 8   | 4   | 10  | 53     |
| 24 | Diane Valkenburg       | —   | —   | —   | 25  | 20  | —   | 45     |
| 25 | Moniek Kleinsman       | 8   | 19  | 18  | —   | —   | —   | 45     |
| 26 | Anna Rokita            | 2   | 0   | 9   | 18  | 8   | —   | 37     |
| 27 | Jekaterina Lobysjeva   | 19  | 16  | —   | —   | —   | —   | 35     |
| 28 | Linda de Vries         | —   | —   | —   | 19  | 13  | —   | 32     |
| 29 | Ivanie Blondin         | —   | —   | 4   | 6   | 21  | —   | 31     |
| 30 | Isabell Ost            | 10  | —   | —   | 21  | —   | —   | 31     |
| 31 | Natalia Czerwonka      | 8   | 6   | —   | 12  | —   | —   | 26     |
| 32 | Nicole Garrido         | 2   | 4   | 10  | —   | 10  | —   | 26     |
| 33 | Marrit Leenstra        | —   | 25  | —   | —   | —   | —   | 25     |
| 34 | Fuyo Matsuoka          | 11  | 8   | 5   | —   | —   | —   | 24     |
| 35 | Carlijn Achtereekte    | —   | —   | 21  | —   | —   | —   | 21     |
| 36 | Bente Kraus            | 6   | 2   | 8   | —   | —   | —   | 16     |
| 37 | Natsumi Kado           | —   | —   | —   | 15  | —   | —   | 15     |
| 38 | Maren Haugli           | 14  | —   | —   | —   | —   | —   | 14     |
| 39 | Lee Ju-youn            | 1   | 11  | —   | —   | —   | —   | 12     |
| 40 | Maria Lamb             | —   | —   | —   | —   | 11  | —   | 11     |
| 41 | Galina Lichatsjova     | —   | —   | —   | 11  | —   | —   | 11     |
| 42 | Sara Bak               | 0   | 1   | —   | 8   | —   | —   | 9      |
| 43 | Wang Fei               | 3   | 6   | —   | —   | —   | —   | 9      |
| 44 | Kirsti Lay             | —   | —   | —   | 2   | 6   | —   | 8      |
| 45 | Yvonne Nauta           | —   | —   | —   | —   | 7   | —   | 7      |
| 46 | Annouk van der Weijden | —   | —   | 7   | —   | —   | —   | 7      |
| 47 | Ji Jia                 | 4   | 0   | —   | —   | 2   | —   | 6      |
| 48 | Park Do-yeong          | 5   | 0   | —   | —   | —   | —   | 5      |
| 49 | Anastasija Vorontsova  | —   | —   | —   | 4   | —   | —   | 4      |
| 49 | Irene Schouten         | 4   | 0   | —   | —   | —   | —   | 4      |
| 51 | Fu Chunyan             | 0   | 0   | —   | —   | 3   | —   | 3      |
| 52 | Lada Zadonskaja        | —   | —   | 3   | —   | —   | —   | 3      |
| 53 | Dong Feifei            | —   | —   | —   | —   | 1   | —   | 1      |
| 54 | Tatjana Michajlova     | 0   | 0   | —   | 1   | —   | —   | 1      |

## Wereldbekerwedstrijden
Hier volgt een overzicht van de top 10 per wereldbekerwedstrijd en de Nederlanders.

### Heerenveen
| rang   | schaatser          | tijd    | punten |
| ------ | ------------------ | ------- | ------ |
| Goud   | Stephanie Beckert  | 4.04,38 | 100    |
| Zilver | Cindy Klassen      | 4.07,19 | 80     |
| Brons  | Kristina Groves    | 4.08,01 | 70     |
| 4      | Ireen Wüst         | 4.08,11 | 60     |
| 5      | Christine Nesbitt  | 4.08,78 | 50     |
| 6      | Brittany Schussler | 6.22,67 | 45     |
| 7      | Jilleanne Rookard  | 4.09,76 | 40     |
| 8      | Eriko Ishino       | 4.10,65 | 36     |
| 9      | Shiho Ishizawa     | 4.11,72 | 32     |
| 10     | Luiza Złotkowska   | 4.11,83 | 28     |
|        |                    |         |        |
| 11     | Jorien Voorhuis    | 4.11,84 | 24     |
| 12     | Marije Joling      | 4.12,37 | 21     |
| 18     | Moniek Kleinsman   | 4.15,34 | 8      |
| 21     | Irene Schouten     | 4.18,57 | 4      |

### Berlijn
| rang   | schaatser          | tijd    | punten |
| ------ | ------------------ | ------- | ------ |
| Goud   | Jilleanne Rookard  | 4.04,39 | 100    |
| Zilver | Martina Sáblíková  | 4.05,83 | 80     |
| Brons  | Stephanie Beckert  | 4.06,12 | 70     |
| 4      | Brittany Schussler | 4.07,04 | 60     |
| 5      | Kristina Groves    | 4.07,13 | 50     |
| 6      | Christine Nesbitt  | 4.07,40 | 45     |
| 7      | Eriko Ishino       | 4.07,67 | 40     |
| 8      | Ireen Wüst         | 4.08,75 | 36     |
| 9      | Ida Njåtun         | 4.09,25 | 32     |
| 10     | Shiho Ishizawa     | 4.11,06 | 28     |
|        |                    |         |        |
| 16     | Marije Joling      | 4.15,43 | 12     |
|        |                    |         |        |
| B1     | Marrit Leenstra    | 4.11,52 | 25     |
| B2     | Moniek Kleinsman   | 4.12,70 | 19     |
| B19    | Irene Schouten     | DSQ     | 0      |

### Hamar
| rang   | schaatser              | tijd    | punten |
| ------ | ---------------------- | ------- | ------ |
| Goud   | Stephanie Beckert      | 6.59,18 | 100    |
| Zilver | Martina Sáblíková      | 7.03,95 | 80     |
| Brons  | Eriko Ishino           | 7.06,70 | 70     |
| 4      | Jilleanne Rookard      | 7.08,25 | 60     |
| 5      | Masako Hozumi          | 7.13,19 | 50     |
| 6      | Brittany Schussler     | 7.13,24 | 45     |
| 7      | Cindy Klassen          | 7.13,76 | 40     |
| 8      | Ida Njåtun             | 7.15,53 | 36     |
| 9      | Shiho Ishizawa         | 7.16,43 | 32     |
| 10     | Luiza Złotkowska       | 7.21,84 | 28     |
|        |                        |         |        |
| 12     | Marije Joling          | 7.28,90 | 15     |
|        |                        |         |        |
| B4     | Carlijn Achtereekte    | 7.12,57 | 21     |
| B5     | Moniek Kleinsman       | 7.13,20 | 18     |
| B6     | Jorien Voorhuis        | 7.15,65 | 15     |
| B12    | Annouk van der Weijden | 7.25,25 | 7      |

### Moskou
| rang   | schaatser          | tijd    | punten |
| ------ | ------------------ | ------- | ------ |
| Goud   | Martina Sáblíková  | 4.04,05 | 100    |
| Zilver | Ireen Wüst         | 4.05,41 | 80     |
| Brons  | Brittany Schussler | 4.10,45 | 70     |
| 4      | Christine Nesbitt  | 4.10,55 | 60     |
| 5      | Jorien Voorhuis    | 4.11,33 | 50     |
| 6      | Marije Joling      | 4.12,59 | 45     |
| 7      | Jelena Sochrjakova | 4.12,88 | 40     |
| 8      | Jilleanne Rookard  | 4.12,98 | 36     |
| 9      | Ida Njåtun         | 4.13,32 | 32     |
| 10     | Mari Hemmer        | 4.13,36 | 28     |
|        |                    |         |        |
| B1     | Diane Valkenburg   | 4.08,69 | 25     |
| B2     | Linda de Vries     | 4.11,04 | 19     |

### Salt Lake City
| rang   | schaatser          | tijd    | punten |
| ------ | ------------------ | ------- | ------ |
| Goud   | Martina Sáblíková  | 6.42,66 | 100    |
| Zilver | Stephanie Beckert  | 6.47,03 | 80     |
| Brons  | Eriko Ishino       | 6.55,07 | 70     |
| 4      | Shiho Ishizawa     | 6.55,43 | 60     |
| 5      | Cindy Klassen      | 6.55,98 | 50     |
| 6      | Jorien Voorhuis    | 6.59,24 | 45     |
| 7      | Jilleanne Rookard  | 7.01,41 | 40     |
| 8      | Masako Hozumi      | 7.08,04 | 35     |
| 9      | Jelena Sochrjakova | 7.08,53 | 30     |
| 10     | Ida Njåtun         | 7.09,41 | 25     |
|        |                    |         |        |
| 11     | Diane Valkenburg   | 7.09,71 | 20     |
|        |                    |         |        |
| B7     | Linda de Vries     | 7.10,28 | 13     |
| B12    | Yvonne Nauta       | 7.16,50 | 7      |

### Heerenveen
| rang   | schaatser          | tijd    | punten |
| ------ | ------------------ | ------- | ------ |
| Goud   | Martina Sáblíková  | 4.06,21 | 150    |
| Zilver | Stephanie Beckert  | 4.08,03 | 120    |
| Brons  | Jorien Voorhuis    | 4.08,96 | 105    |
| 4      | Claudia Pechstein  | 4.09,60 | 90     |
| 5      | Jilleanne Rookard  | 4.10,05 | 75     |
| 6      | Marije Joling      | 4.11,72 | 45     |
| 7      | Eriko Ishino       | 4.12,08 | 40     |
| 8      | Shiho Ishizawa     | 4.12,22 | 36     |
| 9      | Brittany Schussler | 4.12,64 | 32     |
| 10     | Jennifer Bay       | 4.13,50 | 28     |

1985/1986 · 
1986/1987 · 
1987/1988 · 
1988/1989 · 
1989/1990 · 
1990/1991 · 
1991/1992 · 
1992/1993 · 
1993/1994 · 
1994/1995 · 
1995/1996 · 
1996/1997 · 
1997/1998 · 
1998/1999 · 
1999/2000 · 
2000/2001 · 
2001/2002 · 
2002/2003 · 
2003/2004 · 
2004/2005 · 
2005/2006 · 
2006/2007 · 
2007/2008 · 
2008/2009 · 
2009/2010 · 
2010/2011 · 
2011/2012 · 
2012/2013 · 
2013/2014 · 
2014/2015 · 
2015/2016 · 
2016/2017 · 
2017/2018 · 
2018/2019 · 
2019/2020 · 
2020/2021 · 
2021/2022 · 
2022/2023 · 
2023/2024 · 
2024/2025